# Alexander Vitzthum von Eckstädt

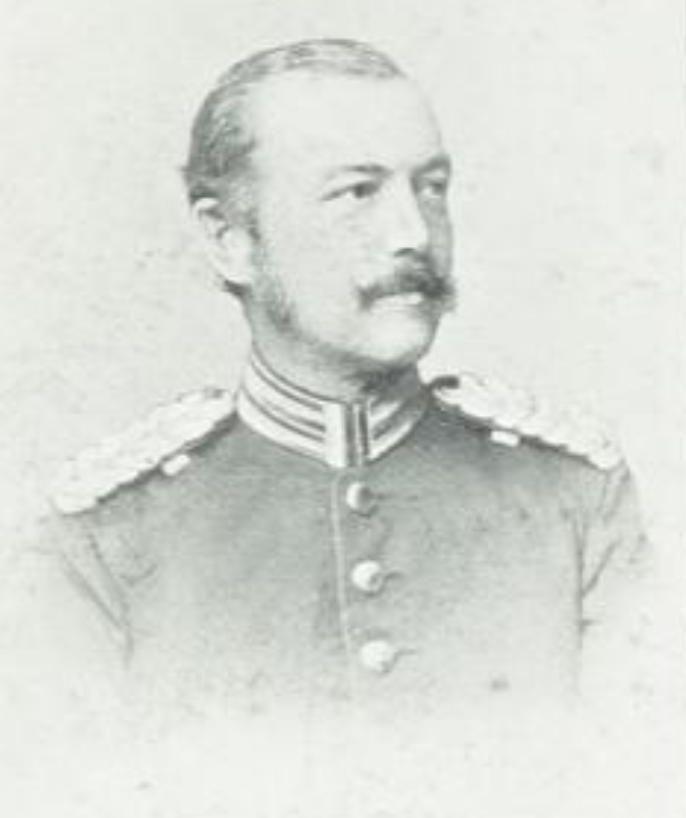
Alexander Vitzthum von Eckstädt, vor 1879

Grab des Alexander Constantin Graf Vitzthum von Eckstädt in Dresden

Alexander Constantin Graf Vitzthum von Eckstädt (* 7. Juli 1846 auf Schloss Fantaisie bei Bayreuth; † 9. Dezember 1916 in Kleinzschachwitz bei Dresden) war ein deutscher Offizier. Er war sächsischer General der Infanterie und Kommandierender General des XIX. (II. Königlich Sächsisches) Armee-Korps.

## Leben

### Herkunft
Alexander Vitzthum entstammte dem 3. Ast des thüringischen Uradelsgeschlechts Vitzthum von Echstädt. Er war ein Sohn des Sachsen-Coburg und Gothaischen Kammerherrn und Majors Lionel Graf Vitzthum von Eckstädt (1809–1883) und dessen Ehefrau Christiane, geborene Freiin von Waldenfels (1828–1898) aus dem Hause Tauperlitz. Er hatte noch fünf Geschwister, darunter der Landjägermeister und Generaldirektor Emil Vitzthum von Eckstädt (* 1857) sowie der königlich-sächsische Generalleutnant Woldemar Vitzthum von Eckstädt (1863–1936).

### Militärkarriere
Vitzthum trat nach dem Besuch des Vitzthum-Gymnasiums Dresden in das Kadettenkorps der Sächsischen Armee ein. 1866 wurde er zum Sekondeleutnant befördert und 1869 Adjutant des 1. Jäger-Bataillons „Kronprinz“ Nr. 12 in Freiberg. Er nahm vom 19. Juli 1870 bis zum 10. Mai 1871 am Deutsch-Französischen Krieg und erhielt für sein Wirken das Ritterkreuz des Albrechts-Ordens mit Kriegsdekoration sowie das Eiserne Kreuz II. Klasse. Anschließend absolvierte er zur weiteren Ausbildung die Preußische Kriegsakademie in Berlin und war daraufhin Kompaniechef in seinem Stammbataillon sowie zum Dresdner Kadettenhaus kommandiert. Während einer folgenden Kommandierung zum Großen Generalstab nach Berlin wurde er 1882 zum Major befördert sowie 1886 mit der Führung des Bataillons beauftragt, ehe er nach seiner Beförderung zum Oberstleutnant von 1888 bis 1890 Kommandeur des 2. Jäger-Bataillons Nr. 13 in Dresden war. Im Anschluss fungierte er 1890/92 als Flügeladjutant von König Albert von Sachsen. Nach seiner Beförderung zum Oberst war Vitzthum vom 21. Juni 1892 bis zum 18. April 1896 Kommandeur des 11. Infanterie-Regiments Nr. 139.
Unter Beförderung zum Generalmajor wurde Vitzthum am 19. April 1896 Kommandeur der 6. Infanterie-Brigade Nr. 64. Nach seiner Beförderung zum Generalleutnant übernahm er am 25. März 1899 als Kommandeur die 2. Division Nr. 24 und war anschließend in gleicher Funktion ab dem 23. März 1901 bei der 4. Division Nr. 40 in Chemnitz tätig. Als General der Infanterie erfolgte am 22. April 1904 seine Ernennung zum Kommandierenden General des XIX. (II. Königlich Sächsisches) Armee-Korps in Leipzig. In dieser Eigenschaft erhielt er die Erlaubnis zur Annahme des Großkreuzes des Ordens der Heiligen Mauritius und Lazarus, des Roten Adlerordens sowie des Hausordens der Wachsamkeit oder vom Weißen Falken. König Friedrich August III. würdigte ihn durch die Verleihung des Großkreuzes seines Verdienstordens und des Albrechts-Ordens mit dem goldenen Stern.
In Genehmigung seines Abschiedsgesuches wurde Vitzthum am 27. November 1907 mit Pension und der Erlaubnis zum Tragen der Generalsuniform zur Disposition und gleichzeitig à la suite des 2. Jäger-Bataillons Nr. 13 gestellt.

### Familie
Aus seiner am 10. September 1873 in Ruppersdorf/O.L. geschlossenen Ehe mit Helene von Meyer (1851–1919) gingen die Kinder Alexander (* 1874), Carl (* 1879), Sophie-Helene (* 1885) und Paul (* 1888) hervor.